# Nuoto ai campionati europei di nuoto 2022 - Staffetta 4x200 metri stile libero femminile
La gara della staffetta 4x200 metri stile libero femminile ai Campionati europei di nuoto 2022 si è svolta l'11 agosto 2022. Al mattino si sono svolte le batterie, mentre la finale si è disputata nel pomeriggio.

## Podio
| Pos.    | Nazione       | Atleta                                                                                      |
| ------- | ------------- | ------------------------------------------------------------------------------------------- |
| Oro     | Paesi Bassi   | Imani de Jong Silke Holkenborg Janna van Kooten Marrit Steenbergen Lotte Hosper             |
| Argento | Gran Bretagna | Freya Colbert Lucy Hope Medi Harris Freya Anderson Tamryn van Selm Holly Hibbott            |
| Bronzo  | Ungheria      | Nikolett Pádár Katinka Hosszú Ajna Késely Lilla Minna Ábrahám Zsuzsanna Jakabos Dóra Molnár |

## Record
Prima della manifestazione il record del mondo (RM), il record europeo (EU) e il record dei campionati (RC) erano i seguenti.
|  | 7'39"29 | Australia     | 31 luglio 2022 Birmingham |
|  | 7'45"51 | Gran Bretagna | 30 luglio 2009 Roma       |
|  | 7'50"53 | Italia        | 21 augusto 2014 Berlino   |

## Risultati

### Batterie
| Pos. | Corsia | Nazione       | Atleta                                                                                                 | Tempo       | Note |
| ---- | ------ | ------------- | --- | ----------- | ---- |
| 1    | 3      | Ungheria      | Lilla Minna Ábrahám (1'59"52) Zsuzsanna Jakabos (2'00"21) Ajna Késely (1'59"60) Dóra Molnár (2'01"72)  | 8'01"05     | Q    |
| 2    | 8      | Paesi Bassi   | Imani de Jong (1'59"48) Janna van Kooten (2'00"57) Lotte Hosper (2'01"74) Silke Holkenborg (1'59"36)   | 8'01"15     | Q    |
| 3    | 5      | Italia        | Alice Mizzau (2'01"75) Linda Caponi (2'01"79) Noemi Cesarano (2'00"88) Antonietta Cesarano (2'00"87)   | 8'05"29     | Q    |
| 4    | 1      | Polonia       | Aleksandra Knop (2'02"26) Wiktoria Guść (2'02"38) Marta Klimek (2'02"86) Aleksandra Polańska (1'58"52) | 8'06"02     | Q    |
| 5    | 6      | Francia       | Océane Carnez (2'02"09) Giulia Rossi-Bene (2'01"46) Marina Jehl (2'02"63) Lucile Tessariol (2'00"98)   | 8'07"16     | Q    |
| 6    | 2      | Germania      | Julia Mrozinski (2'01"67) Zoe Vogelmann (2'02"85) Josephine Tesch (2'03"93) Chiara Klein (2'01"22)     | 8'09"67     | Q    |
| 7    | 7      | Gran Bretagna | Freya Colbert (2'00"59) Lucy Hope (2'02"50) Tamryn van Selm (2'03"47) Holly Hibbott (2'04"02)          | 8'10"58     | Q    |
| 8    | 4      | Svezia        | Sofia Åstedt (2'03"67) Hanna Bergman (2'03"13) Elvira Mörtstrand (2'03"23) Alicia Lundblad (2'04"59)   | 8'14"62     | Q    |
| DNS  | 0      | Austria       | - | Non partite |      |

### Finale
| Pos. | Corsia | Nazione       | Atleta | Tempo   | Note |
| ---- | ------ | ------------- | --- | ------- | ---- |
|      | 5      | Paesi Bassi   | Imani de Jong (1'58"97) Silke Holkenborg (1'58"92) Janna van Kooten (1'59"92) Marrit Steenbergen (1'56"26) | 7'54"07 |      |
|      | 1      | Gran Bretagna | Freya Colbert (1'58"72) Lucy Hope (1'58"98) Medi Harris (2'00"01) Freya Anderson (1'57"02)                 | 7'54"73 |      |
|      | 4      | Ungheria      | Nikolett Pádár (1'58"52) Katinka Hosszú (2'00"62) Ajna Késely (1'59"43) Lilla Minna Ábrahám (1'57"16)      | 7'55"73 |      |
| 4    | 3      | Italia        | Alice Mizzau (2'00"58) Linda Caponi (2'00"06) Noemi Cesarano (1'58"81) Antonietta Cesarano (1'59"38)       | 7'58"83 |      |
| 5    | 7      | Germania      | Julia Mrozinski (2'01"68) Zoe Vogelmann (2'01"12) Chiara Klein (2'00"16) Isabel Marie Gose (1'56"93)       | 7'59"89 |      |
| 6    | 2      | Francia       | Lucile Tessariol (2'00"03) Giulia Rossi-Bene (2'00"28) Marina Jehl (2'00"83) Océane Carnez (2'00"68)       | 8'01"82 |      |
| 7    | 6      | Polonia       | Aleksandra Knop (2'01"28) Wiktoria Guść (2'01"54) Marta Klimek (2'02"32) Aleksandra Polańska (1'57"90)     | 8'03"04 |      |
| 8    | 8      | Svezia        | Sofia Åstedt (2'04"05) Hanna Bergman (2'01"16) Elvira Mörtstrand (2'02"70) Alicia Lundblad (2'01"57)       | 8'09"48 |      |